# فرحان بن صفوق الجربا
فرحان بن صفوق الجربا (بغداد 1810- بغداد 13 تموز/يوليو 1890) شيخ قبيلة شمر في العراق العثماني، حكمها سنة 1846م في حياة والده صفوق الجربا بعد أن قلده والي بغداد المنصب شرط تكون قيادة شمر لوالده صفوق، فر بعد مقتل والده صفوق بن فارس الجربا في تشرين الثاني/نوفمبر 1847م. وتولى المنصب رسميًا سنة 1850، وهو شخصية محبوبة من قبل أغلب القبيلة، ويعتبر حكمه بداية دخول التنوير والتمدن إلى القبيلة والمنطقة ككل، فهو أحد أبناء صفوق من زوجته الحضرية، وشارك أباه سنوات النفي في الأستانة، فشاهد مظاهر الأبهة والعظمة فاعتقد أن الدولة العثمانية لا يمكن قهرها، ومن ناحية أخرى رأى فرحان بضرورة إيجاد أسس قوية للتفاهم بين قبيلته وحكومة بغداد، وهو صاحب تقوى ودين وعبادة، وأطلق عليه أبناء شمر «شهر البتول» لحسن طالعه ودينه، وعرف عنه أنه صاحب بخت «حظ» ودائما ما تدعو البدو ببخته فيقال: يابخت فرحان. وقد امتدت مشيخته إلى ما يزيد عن أربعين عامًا، عاصر فيها أهم الشخصيات في تلك الفترة مثل مدحت باشا والي العراق (1869-1872م) الذي يعد باني النهضة الحديثة للعراق. وكذلك عاصر السلطان عبد الحميد (1876-1909م)، وعاصر شاه فارس ناصر الدين القاجاري. كما عاصر أحداثًا مهمة مثل افتتاح قناة السويس، وزيادة التكالب الاستعماري الأوروبي على العراق أواخر القرن التاسع عشر.

## البداية
ولد فرحان سنة 1225هـ/1810م في بغداد وأمه لطيفة بنت عبد الله بن نايف بن عبد الله بن محمد الملقب بالكود من آل رمال شمرية الأصل بغدادية الموطن، وتعلم في بغداد مبادئ اللغة العربية، وعندما كبر التحق بمضارب والده صفوق في الجزيرة، وكان شابًا ذكيًا ويمتاز بشخصية جذابة ومنطق مقنع. وعندما نفي والده صفوق إلى الأستانة ذهب معه، حيث بقيا تحت الإقامة الجبرية لثلاث سنوات. ومع أن التأثير الثقافي لم يكن ملموسًا على الشيخ صفوق، إلا أنه تغلغل وبصورة واضحة على فرحان، الذي درس في مكتب حافظ باشا (1835-1839) أو «شريعة مكتبي» حيث تعلم اللغة التركية وتذوق العادات والملابس العثمانية. وفي سنة 1846م انتقلت قبيلة شمر من شمال بغداد نحو منطقة الموصل، حيث أرسل صفوق إبنه فرحان إلى محمد نجيب باشا (والي بغداد) ومعه بعض الهدايا لاقناعه بإعادة تعيينه شيخًا عامًا لشمر، فاستجاب الوالي لطلب صفوق، ولكنه قلد المنصب لفرحان شرط تكون قيادة شمر لصفوق، بمعنى أن يكون صفوق زعيما غير معترف به، وطلب الوالي من فرحان بأن يثبت مقدرته في الوقوف على قدميه وإدارة القبيلة. ومع ذلك لم يسر فرحان في الطريق الذي رسمه له الوالي، فظل مخلصًا لأبيه ولفكرة وحدة القبيلة تحت زعامة صفوق. وقد حاول فرحان أن يصفي المشاكل التي كانت بين والده وبين نجرس بن زيدان الجربا الذي كان يطالب بمشيخة القبيلة.

### قضية نجرس الجربا ومقتله
في سنة 1844م عين الوزير نجيب باشا شيخًا جديدًا لشمر لينافس صفوق وهو «نجرس الزيدان الجربا»، وقد كان نجرس قد أعلن نفسه شيخًا على عموم شمر عندما كان صفوق منفيًا إلى اسطنبول. وقد رفض صفوق هذا القرار مع أن الأوضاع لم تكن في صالحه، فشيخ شمر المطلق بدأ يفقد الكثير من مواهبه في المعارك، هذا غير المجاعة الشديدة التي خيمت على الجزيرة الفراتية في 1844م واستمرت عامين، فأعاقت جهود صفوق الاستفراد بالسلطة بل وأرغمته على بيع مجوهرات نسائه الخاصة ومواشيه في الموصل لشراء حبوب للقبيلة، فخسر بذلك ثروته. فعندما يخسر شيخ القبيلة ثروته فإنه يخسر نفوذه في العشيرة، فساعد ذلك منافسه نجرس الزيدان المؤيد من الحكومة أن يتحدى صفوق في خدماته تجاه الحكومة والقبيلة. لذلك سعى فرحان أن يصفي المشاكل التي بين أبيه ونجرس حفاظا على كيان البيت الحاكم وعلى كيان القبيلة، فبدا لصفوق أنها فرصة لتحقيق أهدافه. فوجه دعوة لنجرس لعقد اجتماع كبير لشيوخ شمر لتصفية الضغائن، ولكن نجرس رفض الدعوة لأنه يدرك أن صفوق مستعد أن يقتله في سبيل استعادة تفرده بالمشيخة. فأصر صفوق على تكرار دعوته، وأقنع إبنه فرحان بأن يدعو الشيخ نجرس شخصيًا إلى مضيفه، إلا أن فرحان كان يخشى أن يحنث أبوه بوعده ويغدر بنجرس فيحمل هو وزر تلك الوساطة. لذلك أخذ من أبيه العهود بألا يصيب نجرس بأذى إذا ما حضر في صحبته. وبعدها ذهب فرحان إلى نجرس ليطمئنه ويزيل مالديه من مخاوف، حيث قدم إليه وعده الشخصي بالأمان إذا قام الأخير بزيارة الشيخ صفوق. وعلى هذا الأساس ذهب نجرس مع فرحان إلى الاجتماع، ودخل المضيف حيث استقبله صفوق، وأخذ الإثنان بالحديث حول زعامة شمر، وأوضح الشيخ صفوق الأخطاء التي وقع فيها الشيخ نجرس عندما نافسه على المشيخة، ولم يفض الحوار إلى شيء فخرج الشيخ نجرس من المضيف، فلحقه إثنان من أبناء عمومته وهما سميط الفهد وهجر العمر وقتلاه بسبب خلاف عائلي قديم بينهم. في حين ذكر قول آخر أن الشيخ نجرس جلس بجانب صفوق، وبعد فترة وجيزة استل صفوق سيفه وقتل نجرس رغم توسلات ابنه فرحان.

### مقتل والده صفوق الجربا
بعد مقتل نجرس الجربا ضعفت مكانة صفوق أكثر من ذي قبل، فدعى زعماء القبيلة إلى انعقاد مجلس للقبيلة لاختيار زعيم جديد، فحادثة القتل تلك قد مزق القبيلة، واتُهِم الشيخ صفوق بقتله. فجرى انتخاب عيادة بن زيدان الجربا شيخًا على شمر، فانقسمت القبيلة بعد انتخابه بينه وبين صفوق. فاجتمعت الأفخاذ المؤيدة لعيادة مع عشائر أخرى بالقرب من ماردين لمحاربة صفوق. فتراجعت قوات صفوق نحو الشمال الشرقي إلى ديار بكر، ثه طلب المساعدة من نجيب باشا لحمايته، خاصة أن أحواله كانت في انتكاس مستمر بسبب تلك المشاكل، وأنه في حاجة لأي مساعدة تنشله من المأزق الذي وقع فيه، وسبّب بتفكك قبيلته. فاستغل العثمانيون تلك الفرصة السانحة للتخلص منه، فأرسل نجيب باشا إليه قوة عسكرية حكومية بقيادة إبراهيم آغا. فغادرت المفرزة تلك بغداد أواخر نوفمبر (تشرين ثاني) 1847م، وعندما وصلت إلى صفوق جرى تقديم خطة يتولى بموجبها فرحان قيادة القوات المهاجمة، ثم يلحقه الجنود العثمانيون المرابطون بالقرب من خيام صفوق، وقد كان إبراهيم خلال وجوده لدى صفوق يتحين الفرصة المناسبة لقتله. وجاءت تلك الفرصة بوم 19 ديسمبر (كانون أول) 1847م عندما خرج فرحان بقواته للاشتباك مع العشيرة الثائرة، وما أن ابتعد برجاله حتى انقضت القوة العثمانية على صفوق وقتلوه وأخذوا رأسه إلى بغداد ثم إلى الأستانة. وبمقتله تفككت القبيلة، فبدأت قبيلة عنزة بعد علمها بمقتله تستعد لغزو شمر يقودها دهام ابن كعيشيش وابن هذال، مما دفع بالشيخ فرحان بالذهاب إلى الهندية جنوب بغداد، عند حليف والده الشيخ وادي بك الشلال شيخ قبيلة زبيد ومعه اتباعه ووسائط ركوبهم فقط، بعد ان أبقى أخوته عند بدر القعيط من الخرصة لفترة من الوقت، فأكرمهم الشيخ وادي وأبقاهم عنده. ثم دار القتال بين عنزة وشمر في مناخ الأحمدي، فخسرت شمر بسبب انسحاب قبيلة طيء والقوات الحكومية عنها، وقتل الشيخ عيادة ومعه عدد من فرسان شمر. وبعد أن هدأت الأوضاع في مضارب شمر أعاد الوالي مشيخة القبيلة إلى فرحان كي يستعيد ثقة القبيلة ويتمكن منها.

## حكم القبيلة
اشتد الصراع داخل القبيلة إثر قبول فرحان لسياسة الدولة في توطين البدو وممارسة الزراعة، فأصبح لدى فرحان مزارعين من عشيرة الفداغة الشمرية في الأملاك الواسعة على ضفاف دجلة والزاب في منطقة شرقاط، وقد بلغت تلك المساحة المزروعة سنة 1850 حوالي 170 جردًا. وفي نفس السنة طلب والي العراق الجديد عبدي باشا المساعدة من فرحان في القضاء على ثورة العشائر في الهندية. فأرسل رجال قبيلته إلى جنوب بغداد، حيث بدأوا بغزو القبائل هناك دون تمييز، والسبب في ذلك أن عبدي باشا لم يجهز تلك المقاتلة وعوائلهم بالمؤن الكافية ولم يوفر العلف لحيوانتهم، كما أن الجيش العثماني كان ينظر بالريبة إلى هؤلاء المقاتلين، فأدى ذلك إلى نشر الخوف والفوضى في تلك المناطق، وأصبحت المواصلات غير مأمونة بين بغداد وكوت العمارة. وبالنهاية طلب عبدي باشا من الشيخ فرحان أن يسحب رجال قبيلته وان يعودوا إلى مناطقهم. ونتيجة لذلك عزل عبدي باشا فرحان عن مشيخة شمر وولى مكانه هجر العمر في أغسطس 1851 براتب شهري قدره 2000 قرش، وهجر العمر متهم بقتل نجرس الزيدان (انظر مقتل نجرس الجربا)، مما حدا بأحد أبناء عمومة نجرس أن يتمكن من قتل هجر في نفس عام تعيينه، فأعاد الوالي الجديد نامق باشا مشيخة القبيلة إلى فرحان مع راتب ألف قرش -أي ما يعادل 3 آلاف جنيه في ذلك الزمن وخلعت عليه لقب الباشا وبنت له بالقرب من قصره قلعة للسيطرة على العشائر سنة 1852م.
وفي سنة 1852 ثار وادي بك الشلال ضد سلطة الوالي نامق باشا، فساندت العديد من القبائل وادي بك في ثورته، فنشروا الخراب في وسط وجنوب العراق. فاستغلت الوضع قبيلة عنزة الكبيرة، فعبرت نهر الفرات وتعاونت مع عشائر الدليم وعاثت في المنطقة الفساد وقطعت خطوط الموصلات، وأطبقت على الفلوجة وهيت. فطلب الوالي مساعدة فرحان في إخماد تلك ثورة وادي الشلال، لكن لم يشارك الشيخ فرحان سوى بألفين من الفرسان قادهم بنفسه، ولم يدخل في مناوشات قوية مع الثوار وعاد بسرعة إلى مركزه في شرقاط، والسبب في ضعف مساهمة فرحان هو موقف الشيخ وادي بك معه عندما لجأ إليه، والثاني هو عدم رغبته في أن يصطدم مع العشائر العربية الثائرة ضد سلطات بغداد.

### التقنيات العسكرية العثمانية الجديدة
خلال الفترة من 1853-1856م شنت أفخاذ شمر غارات عديدة على أنحاء من الجزيرة الفراتية، وإن كان معظم تلك الغارات قليلة الأهمية إلا أنها ولدت حالة من عدم الاستقرار في تلك المنطقة، فطلبت السلطات الحكومية من فرحان أن يمنع تلك الحوادث، ولكن لضعف شعبيته داخل القبيلة لم يستطع أن ينفذ طلبات الحكومة، فألغت الدولة راتبه سنة 1854م فعادت القبيلة لتعكير الأمن، واستمرت غاراتها دون رادع، فأخذت الخوة من الفلاحين والقرى الآمنة، بالإضافة إلى خروج قبيلة عنزة (الفدعان) جنوبًا عبر الفرات لتتمون، فأصبحت المنطقة خالية لشمر خلال 1855-1856. ولكن بعد الانتهاء من حرب القرم أدخل الوالي رشيد باشا سنة 1857 التقنيات العسكرية الحديثة لصد تفوق البدو في سرعة حركتهم وقوة تماسكهم القبلي وبراعتهم بالقتال. فأدخل البوارج أو الزوارق البخارية المسلحة في دجلة لمنع القبائل من الإغارة على السفن التجارية التي تبحر بين بغداد والموصل، وكذلك قدم التلغراف مكسبا جديدا للقوات الحكومية في سرعة الحركة، يضاف إلى ذلك نشر مراكز الشرطة على طول الطرق، خصوصا بين الرمادي ودير الزور وبين الخالص وكركوك، مما جعل الأسفار سالمة من خطر المتربصين

### التعاون مع حكومة بغداد
في سنة 1857م دعا الوالي رشيد باشا الشيخ فرحان لزيارة بغداد حيث عقد معه اتفاقًا أقر فيه الشيخ فرحان أن يكون مسؤولا عن شمر أمام الحكومة، وأن يكون هناك تعاونًا بينهما لضمان أمن وسلامة القوافل في إقليم الجزيرة بأن يمتنع الشيخ من جمع الخوة والأتاوات من القوافل والقرى الأخرى التي تقع ضمن حمى شمر، مقابل دعم العثمانيون الشيخ فرحان بـ 500 من الفرسان ليكونوا قوة خاصة للشيخ لردع أي اضطراب في منطقة سيطرته، وهؤلاء الفرسان تدفع الحكومة رواتبهم. كما زاد رشيد باشا من راتب الشيخ الشهري لتعويضه النقص المادي جراء وقف الخوة والغارات. ومع أن هذا الاتفاق قد انهار في السنة التالية إلا انه سجل بداية جديدة بين العثمانيين والقبائل البدوية. ثم تولى العراق عمر باشا فعزز في 1858م قوة الشيخ فرحان بـ 300 جندي إضافي من شباب شمر مع أسلحتهم وجعل نفقاتهم ورواتبهم على خزانة الولاية لتعزيز قوة فرحان وزيادة سيطرته على الأمن والنظام في منطقته ومنع الغارات التي تقوم بها شمر على القرى والقبائل المجاورة لها. ثم واصلت الحكومة معاملتها الودية مع الشيخ فرحان فعهدت إليه سنة 1861م مسؤولية حراسة خط البرق الممدود حديثا من نهر الخابور إلى الزاب الكبير ويمر بديار شمر، وقد قبض الشيخ فرحان لقاء تلك الخدمات مكافأة شهرية قدرها 3600 قرش أو مايعادل راتب 30 خيال غير نظامي.

## الحملة الحكومية ضد شمر في 1862
في 1861م طلب متصرف كركوك من الشيخ فرحان مساعدته لكبح تمرد قبيلة العبيد التي لها عداوة قديمة مع شمر، فسارع فرحان بقواته نحو كركوك التي ما إن علمت العبيد بقدومه حتى سارعوا بقبول الصلح بالشروط التي أقرها متصرف كركوك عليهم. لكن الأمر لم ينته عند هذا الحد، فقد طلب الشيخ فرحان من فخذ الثابت الشمري العودة إلى مضارب شمر، وقد لجأ بالسابق إلى العبيد بعد خلاف حدث بينهم وبين شمر، إلا أن شيخ الثابت رفض العودة. فقاد عبد الكريم بن صفوق أخو فرحان فرسانه وهاجم فخذ الثابت وقتل شيخهم خليف الحدب، فكان رد فعل الثابت بأن عبروا نهر دجلة بزعامة العجرش وأخذوا بنهب القرى بين الموصل وبغداد، وأسفرت أعمالهم عن نهب حوالي 30 قرية حتى بداية 1862م. وردًا على ذلك نظم الوالي نامق باشا حملة عسكرية كبيرة لطرد شمر من الجزيرة، فاستعان بفرسان غير نظاميين من الزبير والعبيد وعشائر المنتفق بقيادة ناصر الأشقر للانضمام إلى قوات حكومية من بغداد وأورفة والموصل وتكريت، وبلغ مجموع الحملة 16 ألف فرد، فلم يسبق شن حملة حكومية قوية مثل تلك منذ حملة رشيد باشا سنة 1835-1836.
في آذار/مارس 1278هـ/1862م تحركت الحملة الحكومية بقيادة تقي الدين باشا وشبلي باشا وإبراهيم باشا تجاه قبيلة شمر، ولتحاشي تلك الحملة الكبيرة نفذت شمر تكتيكًا بأن تتفرق إلى فريقين: فريق تغلغل إلى أطراف سنجار مع فرحان باشا، وفريق بقيادة عبد الكريم الجربا انسحب غربًا باتجاه نهر الخابور والبليخ مستفيدًا من حرارة الصحراء التي ستزداد مع الوقت. فعلم القادة العثمانيون أن حرارة السهب تشتد بسرعة لا تتحملها خيولهم، فأمامهم أقل من شهر لإجبار شمر على المواجهة وسحقها. واستمر الجيش العثماني يتتبع الشيخ فرحان وعبد الكريم فترة ستة أسابيع، حتى أرغمه الحر الشديد في أواخر أبريل بالإضافة إلى الخلافات بين القادة الثلاثة على وقف المطاردة، فاضطرت العودة إلى ديارها. ولكن ذلك لم يكن نصرًا لشمر، فقد أجبرها الوضع الجديد أن تكون في هذا الاقليم معزولة قرب الخابور تعاني من حرارة الصيف ونقص الحبوب لأن نامق باشا سد عليهم المنافذ للوصول إلى أسواق المدن الكبيرة لشراء الحبوب. لذا أرسل فرحان الشيخ سميط الفهد المطلق مندوبًا عنه إلى نامق باشا لغرض التفاوض لحل الخلاف بين ولاية بغداد وقبيلة شمر، فكانت نتيجتها بأن سافر الشيخ فرحان بنفسه إلى بغداد وعقد اتفاقًا كان مكلفًا على القبيلة، إذ وافق على طلب الوالي بدفع غرامة قدرها 40 ألف رأس غنم و3 آلاف جمل و 200 من الخيل. وبالرغم من تخفيض الغرامة بعد ذلك إلا أن فرحان لم يتمكن حتى أبريل 1863 وبمساعدة من 800 فارس عثماني سوى تسليم 3350 رأس غنم و1391 بعير. وقد شكل جمع بقية التعويض مشكلة للشيخ فرحان، لأن أخوه عبد الكريم ادعى أن فخذه يمتلك حصانة وحماية من هذا الابتزاز، مما شجع زعماء أفخاذ أخرى أن يطالبوا الشيخ فرحان أن يمنحوا أيضا نفس المعاملة. فازداد الوضع مع الشيخ فرحان تعقيدًا بسبب منافسة أخوه عبد الكريم فضلا عن معارضة فخذ الصايح القوي. ومع ذلك عادت الدولة إلى فرحان باشا راتبه السنوي في 1279هـ/1862م ومنحته أراضي زراعية بعد صدور الطابو العثماني في 26 صفر 1278هـ/1861م. وشجع القانون باستصلاح الأراضي (البور والموات) وإعفاء قبيلة شمر من رسوم التسجيل وإعطائهم الأرض بالمجان مقابل سند تسجيل بثلاثة قروش فقط. تمنعت شمر عن أخذ الأراضي، ولكن فرحان باشا الواعي والمتحضر أخذها وصار من أكبر ملاك الأراضي في الجزيرة.

## تمرد عبد الكريم الجربا
حين تسلم مدحت باشا ولاية بغداد في نيسان/أبريل 1869 كانت معظم قبيلة شمر تحت الزعامة الإسمية لفرحان، وكان عبد الكريم قد تزعم عدة أفخاذ من القبيلة، وقد حاول أن ينافس أخيه على زعامة القبيلة ومع ذلك لم تحدث أي قطيعة بينهما. ثم ظهرت إصلاحات مدحت باشا في توطين البدو وفرز الأراضي لهم لاستصلاحها، وقد قبل فرحان بأرض منحت له على الشاطئ الغربي لدجلة في قلعة شرقاط 60 ميلا جنوبي الموصل، وهذا يعني موافقته الضمنية على توطين قبيلته واستزراع الأرض التي أعطتها الحكومة لهم. وتهيئة لذلك أنعمت الحكومة على فرحان لقب الباشوية وراتب شهري مكافأة له. ولكن تلك السياسة لم توافق هوى عبد الكريم الذي اتبع سياسة العداء مع الحكومة، فأخذ ينهب ويغزو القرى والقوافل، ورفض استقبال ممثل والي بغداد، فأراد مدحت باشا توجيه ضربة قوية له، فأعلن أن عبد الكريم أصبح خارجًا عن القانون وأعلن في 17 أيلول/سبتمبر 1871م/3 رجب 1288هـ عن مكافأة قدرها عشرة ألاف قرش لمن يأتيه بعبد الكريم حيًا وبنصف تلك المكافأة لمن يأتي برأسه. أما موقف الشيخ فرحان فقد اتبع سياسة متوازنة ما بين العثمانيين وأخيه، فهو لم يحاول منع أخيه من القيام بثورته، ولم يشارك في تلك الثورة، وأيضا لم يدخل في صراع عسكري لقمع ثورته. وفي ذات الوقت أظهر الشيخ الباشا للعثمانيين أنه ليس مع أخيه وأنه يحاول جاهدًا كبح جماح تلك الثورة، ويعمل على حماية طرق المواصلات بين بغداد وإسطنبول عبر الموصل وكذلك بين الموصل وحلب.
توجه (الجيش السادس) نحو قوات عبد الكريم قرب الشرقاط. وعندما اقترب منه بدأت القبائل تنفض عن عبد الكريم، وابتعدت جزء من عشيرة سنجارة عنه. فحاصرت القوات الحكومية قوات عبد الكريم من ثلاث جهات. فالتقى الجيشان بالقرب من قلعة الشرقاط حيث انهزم عبد الكريم بعد مقتل أكثر من 300 مقاتل من شمر.ففر حتى وصل الصحراء الشامية حيث تمكن ناصر السعدون من القبض عليه وإرساله إلى بغداد مخفورًا. وفي رواية تذكر أن عبد الكريم قد دُفِع هو وأنصاره دفعًا باتجاه المنتفق وهناك هاجمهم ناصر باشا السعدون الذي كان بانتظارهم، فأسر عبد الكريم ثم أرسله إلى مدحت باشا. حيث أجريت له محاكمة علنية في محكمة التمييز لتصدر عليه حكمًا بالإعدام، وجرى إعدامه في الأرض المقابلة لجسر الموصل وذلك يوم 20 تشرين الثاني/نوفمبر 1871م، ودفن بالموصل.

## ظهور فارس الجربا
بعد فشل تمرد عبد الكريم ومقتله، فر أخوه فارس إلى جبل شمر ومعه أمه عمشة الطائية، حيث بقي هناك حتى سنة 1875م. وخلال تلك المدة أضحى الشيخ فرحان باشا الزعيم الأوحد لشمر، حتى أن الوالي مدحت باشا أصدر له مرسوم بتأسيس سنجق شمر سنة 1870م بهدف توطين القبيلة، ويمتد من تكريت إلى حدود الموصل الواقعة على يمين نهر دجلة. إلى أن عاد فارس إلى أرض الجزيرة سنة 1875م، فسعى إلى كسب ولاء المعارضين لأخيه فرحان مِن القبيلة، وبدأ يطالب بالمشاركة مع أخيه المشيخة. فعملت الحكومة للوصول إلى مرحلة ترضي الطرفين، ففي أواخر سنة 1877م تلقى فارس دعوة من والي دير الزور للذهاب إلى الدير، فعرض عليه راتباً شهرياً مقابل حمايته للأمن في أعالي النهرين، وتعهّد له الوالي بأن يؤيّده على خصومه عاصي ومجول ابنَي الشيخ فرحان. وهكذا أخذت أمور العشيرة في الاستقرار، وإن مرت عليها بعض الأحداث ولكنها ليست بالكبيرة. فاستقر فارس ومن معه من شمر بالقرب من دير الزور وسميت بشمر الزور، في حين بقي فرحان ومن معه من شمر في قلعة شرقاط وسميت بشمر الشرقية، ولكن ظلت الرئاسة والزعامة العليا بيد الشيخ فرحان.

## عودة سمير الزيدان
حافظ فرحان باشا في عقد الثمانينات على علاقات وثيقة مع واليي بغداد والموصل، ولم ينغص صفو الأمور في أرض شمر الشرقية سوى عودة الشيخ «سمير بن نجم الزيدان الجربا» الذي قدم من عند الأمير محمد بن رشيد من حائل. فبعد أن هزمه الشيخ عبد الكريم بوخوذة سنة 1867م وأجلاه عن الجزيرة الفراتية، توجه إلى حائل وظل بها إلى سنة 1884م. ثم عاد إلى أرض شمر وحاول سحب مشيختها من الشيخ فرحان، فطلب من والي الموصل أن يقر به شيخًا أعلى للقبيلة، وكذلك حاول التقرب من حكومة بغداد، فعرض على الوالي أن لا يأخذ من الدولة أي راتب عكس راتب الشيخ فرحان الذي يبلغ 250 ليرة ذهبية شهريًا، وأن يقدم للدولة ضريبة سنوية تقدر بعشرة آلاف ليرة، ولكن موقف فرحان ووالي بغداد أجهضا تلك المحاولة، مما حدا بالشيخ سمير أن يتجهز بقوات عشائرية من الدليم وهاجم شمر وشيخها فرحان باشا، ولكن باءت المحاولة بالفشل. وأيضا تعرضت قواته للهزيمة أمام شمر في «معركة الناظريات» قرب نهر الدجيل شمالي بغداد. ففي بداية ربيع 1886 هجمت دليم على شمر التي تركت بيوتها بعد أن علمت بقدوم الشيخ سمير، فالتهت دليم في نهب البيوت وأخذ ما فيها من طعام وأثاث، فهاجمت شمر عليهم، مما سبب بخسائر كبيرة في الأرواح قدرت بأكثر من 600 قتيل، ومن يقع بالأسر يعاقب بتجريده من ملابسه ثم يطلق سراحه. فانسحب سمير الزيدان هاربًا إلى مركز جندرمة عثماني في المشاهدة، فقبض عليه وحكم عليه والي بغداد بالسجن 6 سنوات، ولكنه مات في سجنه. وذكر ويليامسون نقلا عن أرشيف الخارجية البريطانية أن الذي تمرد على فرحان باشا كان أخوه معجون (أو ميمون) بن صفوك، الذي عرض على الحكومة أن يدفع ضريبة مواشي قدرها 10,000 ليرة وأن يتنازل عن راتبه الشهري إذا اعترفت به الحكومة رئيسًا لشمر في ولاية الموصل.

## وفاته
كانت السنوات الأخيرة من حياة الشيخ فرحان هادئة له ولقبيلة شمر التي معه، حتى دخلت سنة 1890م التي بدأ فيها النزاع مع الأكراد الملية الذي استمر سنوات طويلة، وفي 26 ذي القعدة 1307هـ/تموز/يوليو 1890م توفي الشيخ فرحان الجربا نتيجة لمرض عضال عن عمر بلغ الثمانين عامًا، ودفن في مقبرة الشيخ معروف الكرخي، وبموته تمزقت قبيلة شمر بين أولاده وإخوته.

## الحياة الاقتصادية للقبيلة
تغيرت أحوال شمر تغييرًا كبيرًا مع احتكاكها القوي بالمدن الكبرى. ففي بداية القرن الـ19 دخل الشيخ بنيه الجربا الموصل، فوجد الأهالي تحدق في وجهه وتنظر إلى غرابة ملابسه وعاداته النجدية. ولكن في الأربعينات والخمسينات من القرن بات عدد كبير من زعماء ورجال القبيلة يدخلون بانتظام إلى مدن الولاية الكبيرة. أما التعامل التجاري للقبيلة فإنها تشتري الحبوب من الحنطة وغيرها من تجار المدن أو المزارعين أنفسهم مقابل مقايضتهم بمنتجات الإبل كاللبن والوبر في حال عدم توفر النقود، وكذلك بيع الإبل والجياد والصوف. وقد دخلت على ثقافة القبيلة أشكال مختلفة من الحياة المدنية عن طريق الباعة المتجولين الذين يبيعونها القماش والسلاح والتبغ والقهوة. وحين ازداد طلب الأوربيين على الصوف العربي زاد الطلب على رعاة من شمر. واحتفظ شيوخ شمر بعلاقات متينة مع تجار أو موظفي الحكومة في المدن، بحيث تكون مهمتهم مراقبة مصالح القبيلة واستيفاء الخوة من القبائل التي تمر بديار شمر، مقابل حماية أملاك التاجر أو الموظف والمواشي العائدة له.
ومعظم دخل فرحان الجربا يأتي من:
1. إتاوات من يعبر أراضيها. والأهم ما يدفعه التجار العقيلات لشبوخ شمر لضمان سلامة قوافلهم في الأراضي الشمرية.
2. إتاوات على المدن، وضرائب على العشائر الواقعة تحت سيطرة الجربا أو الخوة.
3. غنائم الغزو.
4. المساعدات الحكومية لصد عشائر عنزة عن العراق، أو العمل على توطين عشائر شمر في أراض زراعية.[4]

## أبناؤه
- عبد العزيز وشلال (أو شلاش) وفيصل: أبناء درة العبد الرحمن الطائية ويقال لهم الدرة.
- عبد المحسن وهايس وثويني: أبناء سرحة الزوبعية.
- العاصي ومجول وجار الله وبدر: أبناء جزعة الشمرية (بنت العامود) ويقال لهم الجزعة.
- مطلق: ويقال له ابن القعيط، وأمه نوير بنت القعيط.
- الحميدي وزيد وأحمد وميزر: أبناء الجرجرية إبنة الشيخ سعدون الجرجري، ويقال لهم الباشات.
- وسلطان: أمهم بهيمة بنت ابن قشعم ويقال لهم أبناء القشعمية او الجشعمية.[57][1]

## الملاحظات
1. ↑  شريعة مكتبي هي مدرسة خاصة أنشأت في أسطنبول خصيصٌا لأبناء الذوات العرب لاسيما الشيوخ منهم.[10]
2. ↑  كان إبراهيم آغا ضابطًا من ضباط الهايتا، وكان شركسيا مسيحيًا ثم أسلم. واشتهر بتنفيذ مؤامرات ناجحة ضد الزعماء المحليين الثائرين ضد السلطان العثماني، وهو ماهر في التخلص من هؤلاء الزعماء بطريقته الخاصة. فكان يحتال لكي يصل إلى مجلس الأمير الثائر، ثم ينقض عليه فيقتله إما بالسيف أو بالرصاص فينتهي الأمر في سرعة خاطفة، فيعلن أن ذلك كان بأمر السلطان، فيأخذ رأس الضحية وينصرف بها إلى المسؤولين العثمانيين الذين كانوا ينتظرون نجاح مهمته.[19]
3. ↑  الخوة هي ضريبة تدفعها العشائر التي تدخل الجزيرة طوعًا أو كرهًا، وهي مقدار معين من الدهن والغنم يدفع إلى شيخ معين من شمر في كل سنة، وتؤخذ الخوة من المستطرق أيضًا، بحيث يجب عليه أن يدفع مقدارًا معينًا من المال عن كل جمل يمر بأرض شمر في الجزيرة وكذلك في القرى التي تدفع ما عليها من الحبوب في كل موسم.[27]